# Savoia-Marchetti S.62
Il Savoia-Marchetti S.62 era un idroricognitore a scafo centrale, monomotore biplano, sviluppato dall'azienda aeronautica italiana Savoia-Marchetti negli anni venti.
Destinato, nelle sue varie versioni, sia al mercato dell'aviazione militare che a quella commerciale, venne utilizzato principalmente dalla Regia Aeronautica ottenendo anche commissioni all'estero tra cui l'Unione Sovietica, che lo ridisegnò MBR-4 (in cirillico МБР-4; Морской Ближний Разведчик, Morskoi Blizhniy Razvedchik "Ricognitore navale a corto raggio"), e la Spagna, utilizzato in azioni belliche durante la guerra civile spagnola.

## Versioni
S.62
versione di produzione in serie equipaggiata con un motore Isotta Fraschini Asso 500 da 500 CV (368 kW).
S.62bis
versione rimotorizzata dell'S.62, equipaggiata con un motore Isotta Fraschini Asso 750.
S.62ter

S.62P
versione da trasporto civile.
MBR-4
designazione sovietica degli S.62bis utilizzati dalla VMF.

## Utilizzatori

### Civili
Italia
- Società Aerea Mediterranea (SAM)

 Spagna
- Concesionaria de Líneas Aéreas Subvencionadas CLASSA [3]

### Militari
Italia
- Regia Aeronautica

 Romania
- Forțele Aeriene Regale ale României

 Spagna
- Aeronáutica Militar Española

 Spagna
- Fuerzas Aéreas de la República Española

 Unione Sovietica
- Aviacija Voenno-Morskogo Flota